# 케네트 안데르손
케네트 안데르손(Kennet Andersson, 1967년 10월 6일 ~)은 현재 은퇴한 스웨덴의 축구 선수이다. 1994년 미국 월드컵에서 5골을 터트려 세계적인 축구 선수로 발돋움하였다.